# Umeå tingsrätt
Umeå tingsrätt är en tingsrätt i Västerbottens län med kansli i Umeå. Tingsrättens domkrets omfattar kommunerna Bjurholm, Nordmaling, Robertsfors, Umeå, Vindeln och Vännäs. Tingsrätten med dess domkrets ingår i domkretsen för Hovrätten för Övre Norrland.
Umeå tingsrätt är även mark- och miljödomstol, med domkrets över Norrbottens län och en del av Västerbottens och Västernorrlands län.

## Administrativ historik
Vid tingsrättsreformen 1971 bildades denna tingsrätt i Umeå av Umeå rådhusrätt. Staden bildade en domsaga (från 2018 benämnd domkrets) som omfattade Umeå kommun. I samband med kommunreformen utökades Umeå tingsrätts domsaga år 1974 med de fyra kommuner som samtidigt kom att uppgå i Umeå kommun: Sävar, Holmsund, Holmön och Hörnefors, som alla tillhört Umebygdens tingsrätts domsaga.
1 januari 1982 upphörde Umebygdens tingsrätt, och dess domsaga med kommunerna Bjurholm, Nordmaling, Robertsfors, Vindeln och Vännäs uppgick i Umeå tingsrätts domsaga.
Fram till 1994 användes Umeå rådhus som tingshus.

## Lagmän
- 1971-1980: Sigvard Bälter
- 1981-1991: Sture Hedberg
- 1991-2007: Hans Heimer
- 2008-2022: Agneta Ögren
- 2022-: Mikael Forsgren

## Uppmärksammade händelser vid tingsrätten
Torsdagen den 30 januari 2003 detonerades en bomb utanför tingsrätten, vilket resulterade i att en person avled . De ansvariga för sprängdådet dömdes till livstids fängelse.